# Panorpa bicornuta
Panorpa bicornuta is een insect uit de orde van de schorpioenvliegen (Mecoptera), familie van de schorpioenvliegen (Panorpidae). De wetenschappelijke naam van de soort is voor het eerst geldig gepubliceerd door McLachlan in 1887.
De soort komt voor in Japan.